# Nicolás Campisi
Dante Nicolás Campisi (Viedma, 29 ottobre 1996) è un calciatore argentino, portiere dei T.B. Rowdies.

## Carriera
Ha iniziato a giocare a calcio nell'Aldosivi, per poi passare al Talleres di Mar del Plata e terminare la sua formazione al Club Atlético Independiente. Nel 2016 ha firmato con il Tigres UANL ma non è mai sceso in campo in incontri ufficiali.
Nel gennaio del 2019 ha iniziato la sua carriera professionistica in Paraguay con la maglia dello Sp. San Lorenzo. Rimasto inutilizzato, dopo sei mesi è passato allo Sp. Luqueño, dove ha debuttato il 26 gennaio 2020 nell'incontro di División Profesional perso 1-0 contro il Sol de América. Nell'estate del 2021 ha firmato proprio con il Sol de America, dove è subito divenuto il portiere titolare.
Dopo sei mesi è stato ceduto in prestito all'Atl. Tucumán dove non ha però mai debuttato. Sei mesi dopo è passato con la stessa formula all'Huracán ed il 26 febbraio 2023 ha debuttato in Primera División nell'incontro pareggiato 1-1 contro il Colón (SF). Il 25 agosto 2023 ha firmato un contratto di un anno e mezzo con l'Unión (SF).

## Statistiche

### Presenze e reti nei club
Statistiche aggiornate al 26 giugno 2024.
| Stagione        | Squadra         | Campionato      | Campionato | Campionato | Coppe nazionali | Coppe nazionali | Coppe nazionali | Coppe continentali | Coppe continentali | Coppe continentali | Altre coppe | Altre coppe | Altre coppe | Totale | Totale | Totale |
| Stagione        | Squadra         | Comp            | Pres       | Reti       | Comp            | Pres            | Reti            | Comp               | Pres               | Reti               | Comp        | Pres        | Reti        | Pres   | Reti   |        |
| --------------- | --------------- | --------------- | ---------- | ---------- | --------------- | --------------- | --------------- | ------------------ | ------------------ | ------------------ | ----------- | ----------- | ----------- | ------ | ------ | ------ |
| 2019            | Sp. San Lorenzo | PD              | 0          | 0          | CP              | 0               | 0               |                    | -                  | -                  |             | -           | -           | 0      | 0      |        |
| 2019            | Sp. Luqueño     | PD              | 0          | 0          | CP              | 0               | 0               |                    | -                  | -                  |             | -           | -           | 0      | 0      |        |
| 2020            | Sp. Luqueño     | PD              | 18         | -27        | CP              | 0               | 0               | CS                 | 2                  | -3                 |             | -           | -           | 20     | -30    |        |
| 2021            | Sp. Luqueño     | PD              | 14         | -23        | CP              | 0               | 0               |                    | -                  | -                  |             | -           | -           | 14     | -23    |        |
| 2021            | Sol de América  | PD              | 12         | -18        | CP              | 0               | 0               |                    | -                  | -                  |             | -           | -           | 12     | -18    |        |
| 2022            | Atl. Tucumán    | PD              | 0          | 0          | CA+CdL          | 1+9             | 0,-15           |                    | -                  | -                  |             | -           | -           | 10     | -15    |        |
| 2022            | Huracán         | PD              | 0          | 0          | CA+CdL          | 0               | 0               |                    | -                  | -                  |             | -           | -           | 0      | 0      |        |
| 2023            | Huracán         | PD              | 2          | -3         | CA+CdL          | 0               | 0               |                    | -                  | -                  |             | -           | -           | 2      | -3     |        |
| 2023            | Unión (SF)      | PD              | 0          | 0          | CA+CdL          | 0+2             | 0               |                    | -                  | -                  |             | -           | -           | 2      | 0      |        |
| 2024            | Unión (SF)      | PD              | 1          | -1         | CA+CdL          | 0+11            | 0,-10           |                    | -                  | -                  |             | -           | -           | 12     | -11    |        |
| Totale carriera | Totale carriera | Totale carriera | 47         | -72        |                 | 23              | -25             |                    | 2                  | -3                 |             | -           | -           | 72     | -100   |        |